# 飛常日誌
《飛常日誌》，前名《壯志驕陽》，是香港電視廣播有限公司製作的時裝航空題材電視劇，於2023年攝製，2024年初首播，共10集。演員包括陳豪、馬國明、蔡思貝、高海寧、洪永城、朱敏瀚、劉穎鏇、郭柏妍、吳偉豪、戴祖儀及徐榮等，編審為黃偉強，監製為陳耀全。
本劇為慶祝香港國際機場啟用25週年的作品，獲香港機場管理局協力製作，並於該機場全實景拍攝，劇情主要圍繞機場內各種工作崗位的日常職務展開。

## 劇情簡介
故事講述香港國際機場的中央控制中心值班經理楊尚偉、客運經理呂芷珊（Joyce）、飛行區運作經理李勝祥（Henry）、機場保安的保安經理（行動）陳杰，四人既是同事亦份屬好友。擔任楊尚偉助手的見習行政人員方可兒 （Chloe）對他甚為仰慕。楊尚偉的前妻張若玲（Jackie）是港灣航空的駐機場主管，兩人在工作上時有交集。張若玲之妹張穎（Wing）亦任職於港灣航空，是一名空中服務員，與眾人關係友好。眾人時常合力處理機場發生的各類大小事故，如颱風吹襲、旅客遺失護照、孕婦於航機上作動、小孩與家長失散（第1集）、發現疑似爆炸品（第2-3集）、濃霧瀰漫、乘客於登機前醉酒鬧事（第3集）、企圖偷帶寵物入禁區（第4集）、轉機旅客失蹤（第5集）、乘客於航機上昏迷（第7集）、進出機場交通受阻（第9集）、紅色閃電警號（第10集）等。 
在工作的同時，各人的個人生活亦泛起波瀾。一次張穎被乘客投訴，引發了姊妹爭吵:15。楊尚偉與張若玲在工作上的接觸讓他們藕斷絲連，出現復合可能，但又被楊尚偉的前度女友──白朗航空空中服務員高雅雯（Karmen）、欲追求張若玲的港灣航空正機長郭啟光 （Captain K），介入其中。呂芷珊為了與前夫爭女兒的撫養權，一度考慮辭工，幸得陳杰暗中說服其前夫，兩人及後發展出戀情。李勝祥患有認知障礙症的父親李福出現在機場，欲乘飛機往加拿大尋找兒子，後來當父親再赴機場時，李勝祥發現正在自己部門實習的香港國際航空學院學員關宇安（原名李勝安），其實是自己的親弟弟。
暗戀楊尚偉的方可兒自覺沒法取代張若玲，放棄對楊尚偉的感情，後考慮辭職投考機師。楊尚偉自己亦屢次收到杜拜機場的挖角邀請，事業及感情上均面臨抉擇。

## 製作

### 背景
位於赤鱲角的香港國際機場於1998年啟用，電視廣播有限公司（無綫電視）於2023年攝製的本劇《飛常日誌》，正是慶祝該機場啟用25週年的作品，獲香港機場管理局協力製作。本劇的定位是「航空實感專業劇」，務求以寫實、貼近大眾的手法展現機場內各種工作崗位的日常職務，通過箇中發生的大小事故，帶出劇本中心思想：「機場無小事」，同時穿插各個主要角色的感情線。本劇只有10集，在該台劇集中屬於短劇。
無綫電視的航空題材劇集不多，其2003年的《衝上雲霄》及相隔十年後——2013年的續篇《衝上雲霄II》，均屬名作。本劇是繼《衝上雲霄II》後，再久違十年的航空題材劇集，因而成為焦點，並一度被誤以為是《衝上雲霄》系列第三輯，但本劇劇情與該系列並無關係。主演的馬國明指出過往的航空題材作品通常以機師及空中服務員為主角，鮮有本劇這種以維持機場運作的人員為主角的作品。監製陳耀全亦曾製作另一套以機場為背景的劇集《機場特警》。
早期流傳另一劇名《壯志驕陽》。

### 演員角色與選角

#### 主要角色
馬國明飾演機場中央控制中心值班經理楊尚偉。他是本劇中唯一曾演出《衝上雲霄》系列的主要演員，也是該系列班底中少數仍留在無綫電視的藝人（如不包括與無綫關係深厚的邵氏兄弟旗下藝人）。據新聞媒體所獲消息，當時正籌備2023年年底舉行婚事的他，是被臨時急召拍攝此劇。拍攝前監製給馬國明看了一些中央控制中心職員的訪問片段，讓其了解角色。大學時期主修機械工程的馬國明自言畢業後曾應徵香港機場的飛機工程相關崗位，是次演出機場要職算是一定程度上圓夢。
蔡思貝飾演航空公司駐機場主管張若玲、馬國明角色的前妻。蔡思貝與馬國明於2017年的《心理追兇 Mind Hunter》一劇曾合作，是次首次演繹感情關係，對手戲也更多，但蔡思貝指出本劇的感情線著墨偏向淡然，並無戲劇性情節，各角色處理公事與私事亦顯得分明、成熟。然而，兩人的對白被觀眾詬病每次同場均強調離婚關係，導致一集內提及「離婚」字眼超過十次。造型方面，此角色以束單馬尾的髮型增強年青感。
劇中另外兩名與馬國明有感情線的女角，分別是劉穎鏇飾演的空中服務員高雅雯、郭柏妍飾演的機場中央控制中心見習行政人員方可兒，她們均是較青年的女演員。郭柏妍與馬國明曾在2022年的《白色強人II》一劇有對手戲，郭柏妍表示身為視帝級前輩的馬國明態度友善，有助她紓緩壓力；其劇中造型經常穿短裙、短褲，因突顯腿部而受到注目，郭柏妍透露拍攝期間她同時亦在為2023年度《萬千星輝賀台慶》的空中瑜珈表演進行練習，腿部多有瘀傷，需依靠化妝遮掩。劉穎鏇則在一眾女性空中服務員（空姐）飾演者中身材尤為高䠷，因而成為焦點；她在資訊節目《學是學非》的一幕趣劇中曾以空姐造型示人，是次為首次正式飾演空姐；其角色在第7集操流利土耳其語與旅客溝通，她本來並不諳土耳其語，拍攝時安排了土耳其人士在場指導。
高海寧飾演機場客運經理呂芷珊，洪永城飾演機場保安保安經理（行動）陳杰，劇中兩角在大學時期已相識，他們的感情線描劃亦屬淡然。拍攝兩人戲份時，兩名演員顯得十分友好。高海寧自言拍攝前並不了解角色的職務範圍，機場管理局安排了客運部門人員與她傾談以助了解。
朱敏瀚飾演的郭啟光，暱稱Captain K，在設定上是一名最年輕、最受女同事歡迎的帥氣機長。角色揣摩上，朱敏瀚除獲得劇組安排飛行導師指導，他亦親自向曾加入無綫電視擔任藝員的民航機機長麥大力請教機師動作、打扮及航空術語。朱敏瀚自言《衝上雲霄》是其童年回憶，成為演員後一直希望出演機師角色。
戴祖儀飾演的空中服務員張穎，角色性格設定上俏皮、多嘴、有點無理取鬧。首次與她共演姊妹的蔡思貝，形容與她合作感覺舒服。朱敏瀚的機長角色因在劇中經常與她交換消息，兩人亦有不少對手戲，這是兩人首次合作。戴祖儀認為角色性格與自己相似，朱敏瀚亦有相同看法，認為她能為劇組帶來歡樂氣氛。
徐榮飾演機場飛行區運作經理李勝祥，吳偉豪飾演後來與他相認為兄弟的關宇安。而飾演他們父親李福的吳大強，現實中正是吳偉豪的父親。吳偉豪表示早已認識徐榮，對方是經常鼓勵自己的前輩。此外，徐榮與馬國明雖已十三年未有合作，但他們是無綫電視藝員訓練班時期（二十年多前）已相識的好友，徐榮亦曾與洪永城合演《大帥哥》一劇且成為跑友，因此眾人在劇中演繹好友亦頗具默契。
陳豪飾演機場管理局主席宋楊，雖然只是客串演出，但其角色的重要性被形容如「精神領袖」。
上述主要演員雲集了無綫電視《萬千星輝頒獎典禮2022》、《萬千星輝頒獎典禮2023》（是屆頒獎時已拍畢本劇）兩屆飛躍進步男、女藝員獎得主，分別為吳偉豪、郭柏妍、朱敏瀚、劉穎鏇，而高海寧、馬國明、客串的陳豪也分別為該頒獎禮2023年度的最佳女配角、馬來西亞最喜愛TVB男主角、最佳男主角。

#### 其他角色
- 本劇有十數位穿著航空公司制服的空中服務員或地勤人員角色，除了主演裡的戴祖儀與劉穎鏇，這類配角亦受到關注[14]，他們包括：魏柏豪 飾 李浩然、史穎喬 飾 吳凱彤、關楓馨 飾 丁雅琪、盧映彤 飾 蔡雪蓮、吳紫韻 飾 程善來、蘇可欣 飾 沈蘭欣、曾文心 飾 戴慧儀、莊易羚 飾 紀佩玲、鄧伊婷 飾 梁綺婷、利穎怡 飾 蔡曉雯、宋宛穎 飾 林婉君、彭翔翎 飾 陳怡娟、劉嘉琪 飾 楊潔盈[40][41][42]、衛志豪 飾 賀天佑、劉俊亨 飾 羅志明、黃鍵豐 飾 袁兆鴻、許俊豪 飾 黎家豪[1]:18[註 4]。這些演員中，史穎喬、蘇可欣、魏柏豪及吳紫韻四人成為演員前均曾在航空公司任職該類職位[4][40]，其中史穎喬及魏柏豪是在2019冠狀病毒病疫情、航空業不景期間，在2020年參加無綫電視為招攬離職航空業人士而舉辦的《衝上雲霄大選》，從而加入演藝圈（指導朱敏瀚的麥大力亦出身於此節目）[40][43]。魏柏豪飾演的角色於第7集為暈倒乘客施行心肺復甦法，因手法標準受到傳媒注意。[44]
- 第9集滯留機場的菲傭Sofi一角，由有羅馬尼亞血統的黃詩雅（Feurdean Lucia Maria）飾演，她是2022年畢業的無綫電視藝員訓練班學員。由於無綫電視在2022年《金宵大廈2》一劇安排華裔演員化妝扮演菲傭引起爭議，是次菲傭角色演員背景亦到注意。[45]

- 吳大強 飾 李福[註 5]（見上）
- 袁文傑 飾 鄭世昌[註 6]，呂芷珊前夫。[8]
- 姚瑩瑩 飾 楊麗嫦[註 7]，楊尚偉之姊，第4集欲攀關係要求港灣航空免費為她升級至商務客位，最後前來調停的張若玲暗自掏錢解決。[1]:15
- 冼灝英[46]飾 蕭錦華[註 4]，機場保安職員，陳杰下屬。
- 安德尊 飾 歐錦全[註 6]，與懷疑爆炸品有關的航機乘客。[10]
- 蔡國威 飾 鍾健豪[註 5]，田徑隊教練，運動員時期曾與陳杰為隊友，第7集下機後心臟不適。
- 黃建東 飾 醉酒鬧事的乘客。演員為更好演繹，拍攝前真有喝酒。[47][註 8]
- 黃婧靈 飾 唐凱琪[註 7]，遺失登機證和護照的乘客。[48]
- 杜大偉 飾 在航機上不適暈倒的乘客。[44][註 8]
- 鄺潔楹 飾 顧欣欣[註 9]，歌唱網紅，第8集在自己的直播中替陳杰表達了對呂芷珊的愛意。[11]
- 鄧永健 飾 Thomas[註 6]，遊說楊尚偉轉投杜拜機場的部門主管。[1]:5

- 機場客戶服務部職員（呂芷珊下屬）角色包括：麥詩晴[49] 飾 馬天儀、孟希璘[41] 飾 邵希怡。[註 4]
- 機師角色包括：吳天佑 飾 麥劍文、簡家麒 飾 王俊賢。[34][註 5]

- 香港國際航空學院學員角色包括：孫漢霖 飾 Steven、文凱婷 飾 Aeren、趙頌宜 飾 Maggie[註 4]、林智樂 飾 Felix、林沚羿 飾 Venus、何晉樂[11] 飾 Rock[註 7]、潘靜文 飾 Sherman[註 10]。（角色名與演員本人英文名相同）[50][51]

### 取景與拍攝
全劇於香港國際機場內實景拍攝，其中最難得是能進入機場中央控制中心拍攝。在2023年9月已有劇組正在低調拍攝的報道。至9月25日，劇組在機場內舉行開鏡儀式，並正式公布了劇名。拍攝歷時約三個月，12月6日劇組舉行了煞科宴。
監製陳耀全表示劇組於24小時不停運作的機場實地拍攝，需要避開日間繁忙時段，及注意於拍攝位置附近工作的真正機場職員，需妥善作出調配安排。進入禁區拍攝時幕後人員及演員往往都需提前三、四小時到達等候，所花時間比一般劇集為多。而在停機坪拍攝時，除了受航機噪音影響，停機坪內亦不可加設任何擔遮，以致劇組需長時間暴曬。演員郭柏姸就曾在拍攝期間中暑，幸得在場的徐榮及時察覺其異樣，避免了受傷。
劇中的飛機駕駛室場景則是在香港國際航空學院及國泰城的飛行模擬器內拍攝。
第9集講述機場舉行一年一度的大型事故演習，劇本原無此情節，但拍攝期間適逢機場舉行真實演習，劇組便決定將是次演習搬上螢幕，而當中出現演員的鏡頭則是後來補拍剪接而成。
除機場場景，亦有一幕講述主角等人在一個能遠眺機場全景的山丘遠足，該取景地點是觀景山，陳耀全的《機場特警》 一劇亦有此山丘取景。

### 音樂
本劇主題曲經公開招募及網上投票決定，最終獲選作品由朱敏希、TY Terence作曲，並起用楊熙作詞，周吉佩演唱。最初發表時歌名曾稱為《飛常日記》，但後來在官方資料中則名為《飛常日誌》，與劇名相同。
劇集《白色強人II》英語插曲《Wish》再次在本劇被使用。
其中一場戲講述方可兒一角在卡拉OK，以走音及甩拍子的方式唱出歌曲《逃避你》（原唱：容祖兒）。而其演員郭柏妍現實中亦因不精歌藝，有「魔音」稱號。
客串歌唱網紅角色的鄺潔楹在劇中演唱了《陪著你走》（原唱：盧冠廷），該幕由參演本劇的《聲夢傳奇》出身歌手何晉樂於幕後伴奏及指導鄺潔楹。

## 反響
本劇與醫院題材劇集《白色強人》系列（2019-2021年）同為黃偉強編審、馬國明主演。播映後，有觀眾察覺到兩作有不少相似之處，包括第一集均劇情均以颱風為背景；劇中角色時常手拿一杯咖啡；兩作中馬國明所演的角色都與一位共事者屬離婚關係，並定期向對方支付一元贍養費；《白》系列的英語插曲《Wish》亦在此劇被翻用。

### 評價
《香港01》在首集播出後的評論認為以機場運作為主題難以獲得觀眾共鳴，但可能勾起好奇心，女角們的空姐制服及辦公室女郎造型將成最吸引之處。《雅虎香港》的報道亦估計本劇的各種元素中女角造型是最大焦點，《星島日報》的報道則引用劇中楊尚偉對於高雅雯的新制服是否好看的回應：「你問十個後生仔，十個都話鍾意制服誘惑、鍾意空姐喇！」（你問十個年青男人，十個都會說喜歡制服誘惑、喜歡空姐），認為該對白能反映不少觀眾心聲。
由於劇中角色時而介紹機場的資料，又將「機場無小事」等宛如機場員工口號的對白掛在口邊，多個傳媒引述觀眾意見，形容本劇像電視廣告雜誌（宣傳機場）。
《明報周刊》的岑傲明視評則認為編審黃偉強擅寫職場權鬥，但此劇只展現角色正面專業的一面，沒有發揮空間。

### 收視（香港）
收視成績理想，播出首週以23.1點成為該週榜首。次週雖然失去榜首之位，但仍比首週微升0.5點。
| 集數   | 日期                   | 平均电视直播收視率 | 最高收視率 | 備註   |
| ------ | ---------------------- | ------------------ | ---------- | ------ |
| 01－05 | 2024年1月15日－1月19日 | 20.8點             | 23.1點     | [ 66 ] |
| 06－10 | 2024年1月22日－1月26日 | 21.5點             | 23.6點     | [ 67 ] |
| 全劇   | 全劇                   | 21.15點            | 23.6點     |        |

### 收視（中國內地）
廣東省的累積觀眾人數達1,060萬人，平均每分鐘收視錄得近140萬人，超越2023年所有無綫一線劇集（包括12月末播畢的話題劇集《新聞女王》）的成績。

## 播出時間
| 香港 無綫電視翡翠台 星期一至五 20:30-21:30 | 香港 無綫電視翡翠台 星期一至五 20:30-21:30 | 香港 無綫電視翡翠台 星期一至五 20:30-21:30 |
| ------------------------------------------ | ------------------------------------------ | ------------------------------------------ |
|                                            | 飛常日誌 （2024年1月15日－2024年1月26日）  |                                            |
| 妳不是她 （2023年12月25日－2024年1月12日） | 本尊就位 （2024年1月29日－2024年2月23日）  |                                            |

| 新加坡 新傳媒8頻道 星期一至五 19:30-20:00 · （每次播出原版的半集） · （电视播出华语版，电视台网站 www.mewatch.sg 提供华语及粤语双声道版本） · | 新加坡 新傳媒8頻道 星期一至五 19:30-20:00 · （每次播出原版的半集） · （电视播出华语版，电视台网站 www.mewatch.sg 提供华语及粤语双声道版本） · | 新加坡 新傳媒8頻道 星期一至五 19:30-20:00 · （每次播出原版的半集） · （电视播出华语版，电视台网站 www.mewatch.sg 提供华语及粤语双声道版本） · |
| --- | --- | --- |
| | 飞常日志 （2025年2月17日—2025年3月14日） | |
| 你好，我的大夫 （2024年12月3日—2025年2月14日）                                                                                                | 廉政行动2022 （2025年3月17日—2025年3月28日）                                                                                                  | |

## 外部連結
- 無綫電視《飛常日誌》官方網頁 （页面存档备份，存于）
- 《飛常日誌》最新消息 - Instagram （页面存档备份，存于）
- 飛常日誌 - TVBAnywhere 北美官方網站（页面存档备份，存于）
- 豆瓣电影上《飛常日誌》的資料 （简体中文）